# 資本の有機的構成
資本の有機的構成（しほんのゆうきてきこうせい、英 organic composition of capital, 独 organische Zusammensetzung des Kapitals）とはマルクス経済学において「資本の技術的構成」の変化を反映するかぎりでの「資本の価値構成」を指す。

## 資本の価値構成
資本における生産手段を購入する不変資本と労働力を購入する可変資本の比率で表現する資本の構成。すなわち資本の価値構成は不変資本を{\displaystyle C}、可変資本を{\displaystyle V}とおけば{\displaystyle {\frac {C}{V}}}と示すことができる。この比率が高まれば資本の価値構成が高度化したことを意味し、価値そのものに注目した視点であるといえる。
例を挙げれば、A企業が1,000万円の資本を持ち、500万円を不変資本に、500万円を可変資本に投下する。B企業が1,500万円の資本を持ち、500万円を不変資本に、1,000万円を可変資本に投下する。この場合、A企業の資本の価値構成は500万円 / 500万円なので、100％である。またB企業の資本の価値構成は500万円 / 1,000万円なので、50％である。したがって資本の価値構成がより高いのはA企業である。

## 資本の技術的構成
資本の技術的構成とは、生産のために必要な生産手段（機械設備など）の分量と労働者数の分量との比率で表現する資本の構成。使用価値の側面を重視した視点であると言える。
例を挙げれば、A企業が10人分の労働力と10台の劣悪な工作機械で生産を行い、B企業が10人分の労働力と10台の優秀な工作機械で生産を行っている。この場合、資本の技術的構成が高いのはB企業となる。

## 資本の有機的構成
上記の資本の価値構成と資本の技術的構成は非常に密接な関係を持っているが、重視している要素が異なるため、資本の有機的構成はこれらを統合した概念となっている。
- 資本構成には使用価値的側面から見た資本の技術的構成と、価値的側面から見た資本の価値構成の二面性がある。
- 資本の有機的構成は{\displaystyle {\frac {C}{V}}}で表される。

上記の{\displaystyle {\frac {C}{V}}}の比率が高まれば、資本の有機的構成が高度化したことを意味する。